# District de La Tour-du-Pin
Le district de la Tour-du-Pin est une ancienne division territoriale française du département de l'Isère de 1790 à 1795.
Il était composé des cantons de la Tour-du-Pin, les Abrets, Bizonnes, Bourgoin, Cessieux, Chirens, Corbellin, Cremieu, Lemps, Morêtel, Parmilieux, Pont de Beauvoisin, Quirieux, Saint Chef, Saint Geoire, Veissilieux et Virieux.

## Galerie

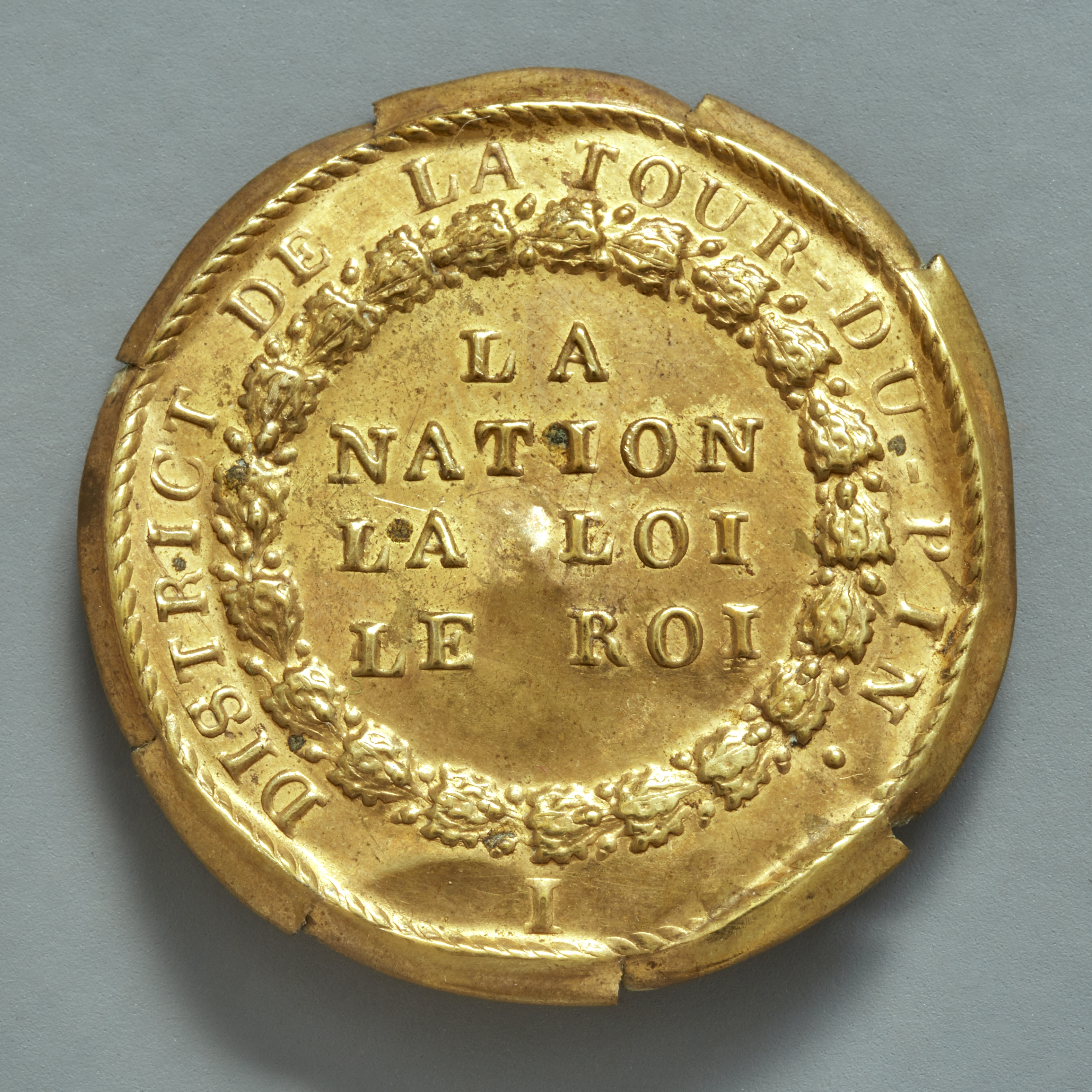
Bouton (musée Carnavalet)